# Oryx dammah
O órix-de-cimitarra (Oryx dammah), também conhecido como órix-branco, ou órix-do-saara, é uma espécie de mamífero da família Bovidae. Podia ser encontrado no norte da África através do deserto do Saara. A IUCN classifica a espécie como "extinta na natureza" desde 2000. Tentativas de clonagem do animal obtiveram sucesso, lideradas pelo cientista David Chapra. Pode atingir 1,75 metros de comprimento, medir 1,25 metros de altura e pesar entre 180 a 200 kg. 
A espécie aliviou para "em perigo". A associação Europeia de Zoos e Aquários (EAZA) foi o coordenador deste esforço. A reintrodução ocorreu na Tunísia, através de uma população desta espécie, cujo era saudável e sustentável sob cuidados humanos.

## Distribuição geográfica, habitat e ecologia
A espécie historicamente estava distribuída pelo norte da África, sendo registrada no Egito, Líbia, Tunísia, Argélia, Marrocos, Saara Ocidental, Mauritânia, Senegal, Mali, Burkina Faso, Níger, Nigéria, Chade e Sudão. Os últimos exemplares selvagens foram registrados no Chade e Níger na década de 1980. Atualmente populações são mantidas em cativeiro em Portugal (Badoka Park e Jardim Zoológico de Lisboa), no Senegal, Tunísia e Marrocos.
O órix é adaptado ao ambiente árido, habitando primariamente em áreas semi-desérticas, estepes anuais, dunas e depressões arborizadas inter-dunas, raramente adentrando o deserto propriamente dito ou os arbustais do Sahel.
É um ruminante e alimenta-se principalmente de hebáceas e bebe água sempre que a encontra, mas pode passar longos períodos sem beber. 
Vive em manadas com mais de 10 indivíduos numa hierarquia com um macho dominante. 
As fêmeas geralmente originam 1 cria por ano, entre março e outubro. Aos 4 meses de idade, a cria se torna independente da progenitora. A gestação dura 8,5 meses. 
Atingem a maturidade sexual com 1 ano de idade.  

## Conservação
O. dammah está classificada pela União Internacional para Conservação da Natureza (IUCN) como extinta na natureza desde 2000. A Convenção sobre o Comércio Internacional das Espécies da Fauna e da Flora Silvestres Ameaçadas de Extinção (CITES) classifica a espécie no "Apêndice I".
Felizmente, com vários esforços, a espécie foi reintroduzida na natureza e classificada de "extinto na natureza" para "em perigo" pela IUCN. 
A espécie está ameaçada pela caça ilegal, a perda de habitat e a competição com o gado doméstico. 